# Lomtjärnen (Bjuråkers socken, Hälsingland)
Lomtjärnen är en sjö i Hudiksvalls kommun i Hälsingland och ingår i Harmångersåns huvudavrinningsområde.
Lomtjärnen ligger i Stensjön och Lomtjärn Natura 2000-område.